# Taladrid
Taladrid (Taladrí in asturisch) ist ein Ort und gleichzeitig Namensgeber eines Parroquia in der Gemeinde Ibias der spanischen Provinz Asturien.
Das Parroquia hat eine Gesamtfläche von 37,18 km² und zählte 2011 62 Einwohner. Taladrid liegt auf einer Höhe von 812 m über dem Meeresspiegel mit dem Pena Rogueira, 1.961 m als höchste Erhebung. San Antolin, der Verwaltungssitz der Gemeinde Ibias ist 35 km entfernt.

## Sehenswürdigkeiten
- Pfarrkirche San Pedro de Taladrid
- Kapelle Santa Marina aus dem 16. Jahrhundert
- Kapelle Virgen de las Nieves in Villarmeirin
- Villa Casa de Baladras in Villarmeirin von 1661

## Feste und Feiern
- Fiesta El Carmen, am 16. Juli

## Dörfer und Weiler
- Taladrid – 9 Einwohner 2011 42° 57′ 35″ N, 6° 43′ 47″ W
- Llanelo – 6 Einwohner 2011 42° 56′ 26″ N, 6° 42′ 37″ W
- Villaoril – 12 Einwohner 2011 42° 56′ 59″ N, 6° 43′ 25″ W
- Villardecendias – 18 Einwohner 2011 42° 58′ 2″ N, 6° 43′ 16″ W
- Villarin – 8 Einwohner 2011
- Villarmeirin – 9 Einwohner 2011 42° 57′ 6″ N, 6° 42′ 42″ W